# Botanischer Garten Nikita
Der Botanische Garten Nikita (ukrainisch Нікітський ботанічний сад Nikitskyj botanitschnyj sad, „Nikitaer botanischer Garten“) wurde 1812 von Christian von Steven gegründet und liegt ca. 7,5 km östlich von Jalta in der Siedlung Nikita.
Der Garten untersteht der Ukrainischen Akademie für Landwirtschaft und beherbergt zwölf Institute. Hauptaufgabe ist es die Fauna und Flora im subtropischen Klima der Krim und deren industriellen Nutzung zu erforschen.
Auf einer Fläche von 1100 ha werden hier rund 50.000 Pflanzen aus aller Welt gezeigt. Berühmt ist die Rosensammlung mit mehr als 2000 Arten. Es gibt zahlreiche einzigartige Pflanzen, darunter seltene Exemplare der Himalaya- und Libanon-Zeder, Rhododendren, seltene Heilpflanzen und einen tausendjährigen Pistazienbaum. Angeschlossen an den Botanischen Garten sind eine der ältesten botanischen Bibliotheken, ein Museum und eines der weltgrößten Herbarien.
Der am 24. August 1985 entdeckte Asteroid (4480) Nikitibotania wurde 1994 nach dem Garten benannt.